# Styles Bridges

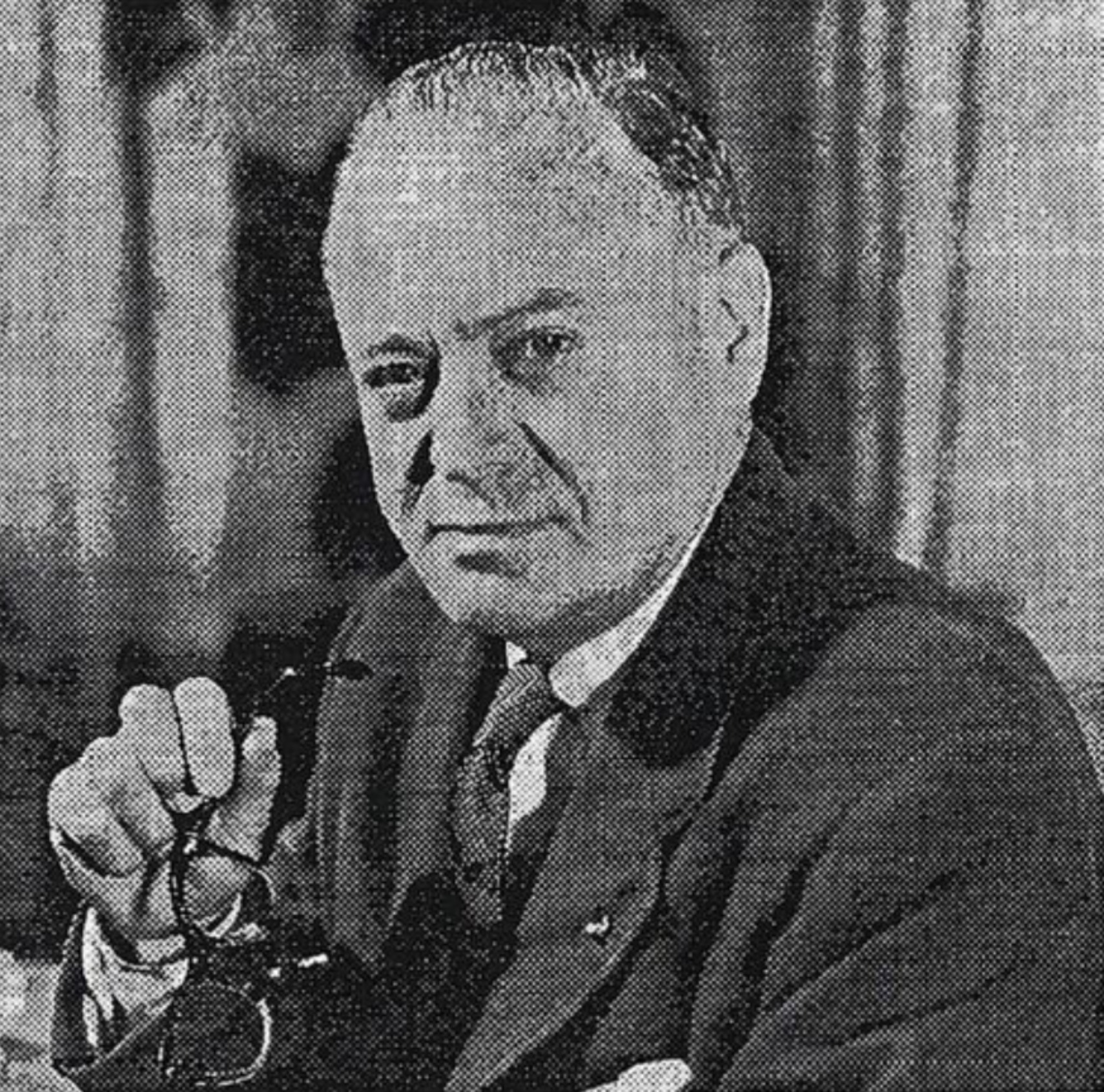
Henry Styles Bridges

Henry Styles Bridges (* 9. September 1898 in Pembroke, Washington County, Maine; † 26. November 1961 in Concord, New Hampshire) war ein US-amerikanischer Politiker (Republikanischen Partei) und von 1935 bis 1937 Gouverneur des Bundesstaates New Hampshire. Zwischen 1937 und 1961 vertrat er seinen Staat im US-Senat.

## Leben und Wirken

### Frühe Jahre und politischer Aufstieg
Bridges besuchte die örtlichen Schulen seiner Heimat und danach bis 1918 die University of Maine. Vor seiner politischen Laufbahn arbeitete er als Lehrer, Verleger eines Magazins und Bankier. Außerdem war er zwölf Jahre lange Reserveoffizier der US-Armee.
Zwischen 1930 und 1934 war er Mitglied der Public Service Division von New Hampshire, eines Ausschusses, der sich mit Belangen des öffentlichen Dienstes befasste. Bridges gewann rasch an Ansehen in seiner Partei und wurde von dieser im Jahr 1934 als Kandidat für die Gouverneurswahl nominiert; im November desselben Jahres folgte der Sieg bei den allgemeinen Wahlen.

### Gouverneur von New Hampshire
Styles Bridges trat sein neues Amt am 3. Januar 1935 an. In seiner zweijährigen Amtszeit erholte sich der Staat allmählich von der Weltwirtschaftskrise. Seine Regierung ergriff Maßnahmen zur Unterstützung bedürftiger Kinder und benachteiligter Mütter, zudem wurde ein neues Arbeitslosenversicherungsgesetz verabschiedet. Im Allgemeinen ging Bridges sehr sparsam mit seinen Mitteln um, um den Haushalt zu schonen. In seine Amtszeit fiel die erste Ernennung einer Richterin.

### Bridges im US-Senat
Bei den Wahlen des Jahres 1936 wurde Bridges als Kandidat seiner Partei in den US-Senat gewählt. Dort trat er die Nachfolge von Henry W. Keyes an, der vor seiner Senatorenzeit in den Jahren 1917 bis 1919 ebenfalls Gouverneur von New Hampshire gewesen war. Nachdem er in den folgenden Wahlen jeweils wiedergewählt worden war, konnte Bridges ab dem 3. Januar 1937 bis zu seinem Tod im Jahr 1961 im Kongress verbleiben. Im Senat war er 1952/53 Fraktionsführer der republikanischen Senatoren und von 1953 bis 1955 als Präsident Pro Tempore Vorsitzender dieses Gremiums. Bridges war auch Vorsitzender des gemeinsamen Ausschusses für Außenwirtschaftliche Zusammenarbeit. Außerdem war er Mitglied in anderen Ausschüssen, z. B. jenem Ausschuss, der sich mit den Amtseinführungen der Präsidenten befasste, dem Haushaltsausschuss und dem politischen Ausschuss der Republikaner.
Im Kongress galt Bridges als konservativ bis reaktionär. Im Jahr 1954 zwang er den demokratischen Senator Lester C. Hunt aus Wyoming zum Rücktritt, indem er drohte, andernfalls die Homosexualität von dessen Sohn öffentlich zu machen; Hunt beging wenig später Selbstmord.
Bridges war dreimal verheiratet und hatte insgesamt drei Kinder. Nach seinem Tod übernahm Maurice J. Murphy seinen Sitz im Senat.